# كارل اولسن
كارل اولسن (بالنرويجية: Carl Olsen)‏ (و. 1893 – 1968 م) هو راكب دراجة هوائية نرويجي، شارك في الألعاب الأولمبية الصيفية 1912، توفي عن عمر يناهز 75 عاماً.

## سباقات أو مراحل فاز بها
| التاريخ | السباق | المركز |
| ------- | ------ | ------ |

## روابط خارجية
- كارل اولسن على موقع إحصائيات الدراجات الإحترافية (الإنجليزية)
- كارل اولسن على موقع أوليمبيديا (الإنجليزية)